# كرسي الولادة
كرسي الولادة، هو جهاز تم تشكيله لمساعدة المرأة في الوضع الفسيولوجي المستقيم أثناء الولادة. الغرض منه هو توفير التوازن والدعم. إذا كان عديم الظهر، يُعرف بأسم مقعد الولادة.
تراوحت كراسي الولادة المبكرة بين وجود ثلاث أو أربع أرجل، تعتبر أن كراسي ولادة ذات الثلاثة والأربعة أرجل هي المنتشرة بشكل شائع. يدعم كلا الأسلوبين الجزء السفلي من النساء في المخاض وغالبًا ما يكون لهن شكل رفيع، منحدر للخلف للراحة وللسماح لمساعدي الولادة، الذين يتم وضعهم خلف الأم في المخاض، بالتدليك أو دعمها. غالبًا ما تحتوي أذرع الكرسي على مساند يدوية أو مساند ذراع للأم لقبضتها، مما يوفر رافعة إضافية. عادة ما تكون كراسي الولادة من 8 إلى 10 بوصات (20.32 سم - 25.4 سم) على وجه التحديد للسماح للنساء العاملات بدعامات لأقدامهن على الأرض للمساعدة في الدفع.

## التاريخ
تم استخدام كرسي الولادة منذ آلاف السنين. أخذت كراسي الولادة مكان الأمهات العاملات للمساعدة في عملية الولادة، كما كانت الممارسة السابقة للولادة هي الشائعة. تم استخدام هذه الكراسي قبل سيطرة الأطباء الذكور على غرفة الولادة.  شوهد استخدام كرسي الولادة أو الأجهزة المماثلة في جميع أنحاء العالم، وليس معزولًا عن منطقة معينة. ظهرت امرأة تلد في وضع مستقيم في الفن الآسيوي والأفريقي وجزر المحيط الهادئ وأمريكا الأصلية. يمكن إرجاع كرسي الولادة إلى مصر في عام 1450 قبل الميلاد. في الصورة على جدران بيت الميلاد في الأقصر، مصر، ملكة مصرية تلد على كرسي. كما يمكن تتبعه إلى اليونان في عام 200 قبل الميلاد حيث يتم عرضه على نذري إغريقي قديم منحوت.  تصور عناصر سلتيك من 100 قبل الميلاد في بريطانيا النساء الجالسات في نفس الوضع المستقيم كما لو كان في كرسي الولادة. يُظهر الرسم الأول في نقش خشبي من القرن السادس عشر امرأة جالسة على كرسي ومحاطة بنساء أخريات.  تم تصميم كرسي الولادة ذو الأرجل الثلاثة، والذي يطلق عليه أحيانًا كرسي يئن، ليتم حمله مفككًا، ويستقر على الأرض. بعض الأمثلة، مثل كرسي الولادة، قابلة للتعديل مع تمديد الظهر بحيث يمكن للمرأة أن تنتقل من وضع عمودي إلى وضع مائل. 
بدأت تختفي كراسي الولادة بعد أن بدأ الأطباء في استخدام السرير المسطح للنساء للاستلقاء أثناء الولادة. وقد تمت كتابة مفهوم كرسي الولادة أيضًا في ملاحظات عالم الأنثروبولوجيا والمبشرين. 